# 峯ヶ塚古墳
峯ヶ塚古墳（みねがづかこふん）は、大阪府羽曳野市軽里2丁目にある古墳。形状は前方後円墳。古市古墳群（世界文化遺産）を構成する古墳の1つ。国の史跡に指定されている。

## 概要
墳丘の長さ96メートル、前方部の幅74.4メートル・高さ10.5メートル、後円部は直径56メートル・高さ9メートルの前方後円墳である。
江戸時代には、日本武尊白鳥陵に比定されていた（現在は、軽里大塚古墳を比定）。また、允恭天皇皇子の木梨軽皇子の墓との伝承もあった。
墳丘は二段に築かれており、二段目斜面の裾部分のみに数段の角礫が葺いてあるほかは、表面に葺石はみられない。
1992年（平成4年）の発掘調査で、後円部墳頂中央部の盗掘壙（とうくつこう）を掘り進めた結果、竪穴式石室が現れた。
石室や盗掘壙から、大刀・鉄鏃などの武器、挂甲小札（けいこうこざね）などの武具、轡（くつわ）・鐙（あぶみ）などの馬具、装身具、玉類などが大量に出土した。また、成人男性の骨や歯なども出土している。
出土した埴輪や横穴式石室の特徴から、6世紀初頃（古墳時代後期）の築造と考えられている。
また、発掘調査により、峯ヶ塚古墳は二重濠をもつ古墳であることが判明した。内濠の幅約11メートル、内堤の幅約18メートル、外濠の幅約8メートル、墓域は総長約168メートル、幅約148メートルの大規模なものである。古墳時代後期には古墳が全般的に縮小傾向をみせるなかで、二重濠を持つ古墳を築造できた被葬者は大王級の権力のある人物であったと推測される。1974年（昭和49年）に国の史跡に指定された。
また1987年（昭和62年）には、峯ヶ塚古墳を含む5.3ヘクタールが地区公園として都市計画が決定され、現在は「峰塚公園」として整備されている。

## 発掘調査
- 1987年～　羽曳野市教育委員会
  - 1987年6月15日～8月4日　外濠の調査（第1次調査）
  - 1989年12月18日～12月25日　遺構現状調査と地通レーダー探査（第2次調査）
  - 1991年2月1日～3月30日　内濠の調査（第3次調査）
  - 1991年10月21日～1992年4月29日　後円部の調査（第4次調査）
  - （その後も、調査が行われている。）

## アクセス

### 電車・バス
- 近鉄南大阪線古市駅 (大阪府)から 西に1.1km

徒歩約15分 / 近鉄バス2駅4分-徒歩1分（最寄りのバス停「軽里一丁目」へは、西出口から羽曳野線81.82.85.87系統に乗車）
- 近鉄南大阪線藤井寺駅から 南に2.6km

徒歩約35分 / 近鉄バス5駅8分-徒歩6分 （最寄りのバス停「羽曳山住宅」へは、南出口から羽曳野線60.61.62.66.78系統に乗車）

### 車
国道170号線「軽里北」交差点曲がってすぐ。隣接の「峰塚公園」に駐車場有り